# Giancarlo Andenna
Giancarlo Andenna (Novara, 28 maggio 1942) è un medievista italiano, professore emerito dell'Università Cattolica del Sacro Cuore.
Ha insegnato, dal 1993 al 2012, presso la Facoltà di Lettere e Filosofia dell'Università Cattolica, sede di Brescia. Dal luglio 2013 fa parte dell'Accademia dei Lincei, sezione delle Scienze Morali.

## Carriera
Giancarlo Andenna è stato allievo della Scuola Storica Nazionale presso l'Istituto storico italiano per il medio evo di Roma. Dal 1990 al 1993 è stato professore straordinario di Storia Medievale presso la Facoltà di Lettere dell'Università del Salento. Dal 1º novembre 1993 è stato ordinario di Storia Medievale presso la Facoltà di Lettere dell'Università Cattolica di Milano e della sede di Brescia. Ha ricoperto dal 2002 al 2012 la carica di direttore del dipartimento di Studi medioevali, umanistici e rinascimentali della sede di Milano. Dal 1º novembre 2012 è in trattamento di quiescenza.
Giancarlo Andenna è il direttore della rivista Novarien, che esiste dal 1967 e si occupa della storia di Novara, in particolar modo della storia della Chiesa. Dirige anche la collana "Studi di storia" di Interlinea edizioni.
Dal luglio 2013 fa parte dell'Accademia dei Lincei, sezione delle Scienze Morali.

## Opere

### Libri
- Le Clarisse del Novarese (1252-1300), in Archivum Franciscanum historicum, n. 67, 1974,  pp. 185-267.
- Con Adriano Cavanna:  Sulle strade dei giubilei. Vie, pellegrini e centri religiosi nella pianura tra Sesia e Ticino, Novara, Interlinea, 2000.
- Con Hubert Houben:  Mediterraneo, Mezzogiorno, Europe. Studi in onore di Cosimo Damiano Fonseca, Bari, 2004.
- Con Ivana Teruggi:  Fontaneto: una storia millenaria. Monastero. Concilio Metropolitico. Residenza Viscontea, Novara, Interlinea, 2009.
- Con Renato Bordone, Massimo Vallerani, Francesco Somaini:  La grande storia di Milano, vol. 1: Dall'età dei Comuni all'unità d'Italia, UTET, 2010.
- Religiosità e Civiltà. Conoscenze, confronti, influssi reciproci tra le religioni (secoli X-XIV), collana Le Settimane internazionali della Mendola, Milano, 2013 (Atti del Convegno internazionale, Brescia, 15-17 settembre 2011).
- Con Laura Gaffori (ed.):  Monasticum regnum. Religione e politica nelle pratiche di governo tra Medioevo ed Età Moderna, LIT, 2015.
- Storia della Lombardia medievale, Novara, Interlinea, 2018.

### Convegni
- Con Giorgio Picasso (ed.):  Centro di cultura dell'Università cattolica del Sacro Cuore, Longobardia e longobardi nell'Italia meridionale, Le istituzioni ecclesiastiche. 2º convegno internazionale di studi, Benevento, 29-31 maggio 1992, Atti del convegno, Milano, Vita e Pensiero, 1996.
- Con Renata Salvarani (ed.):  Deus non voluit. I Lombardi alla prima crociata (1100-1101), Dal mito alla ricostruzione della realtà, Milano, 10-11 dicembre 1999. Atti del Convegno, Milano, Vita e Pensiero, 2003.

### Interventi
- La politica di popolamento del Comune di Novara nel territorio tra Sesia e Ticino: le origini e l'evoluzione in età medioevale di Borgomanero, su YouTube, 14 maggio 2023,  a 1 h 37 min 17 s: intervento al convegno "Un borgofranco novarese - Dalle origini al Medioevo" del 7 maggio 1994, tenuto presso la Fondazione Marazza di Borgomanero.
- Formazione, struttura e processi di riconoscimento giuridico di signorie rurali in età precomunale e comunale tra Lombardia e Piemonte orientale (MP3), 15 settembre 1994: intervento alla XXXVII Settimana di Studio dell'Istituto Storico Italo-Germanico/Istituto Trentino di Cultura (12-16 settembre 1994): "La signoria rurale nei secoli X-XII - Ländliche Herrschaftsstrukturen in der Wandlungsperiode des Mittelalters (1000-1250)".
- Pace, guerra e guerra giusta nel Medioevo cristiano, su YouTube, Università Cattolica del Sacro Cuore, 3 marzo 2023: seminario tenuto per l'Associazione Francesca Duchini, nel ciclo "Guerra e pace nella storia del pensiero economico".

| Controllo di autorità | VIAF (EN) 34587127 · ISNI (EN) 0000 0001 2278 2363 · SBN CFIV039138 · BAV 495/70217 · ORCID (EN) 0000-0003-0003-7674 · LCCN (EN) n87109821 · GND (DE) 1028746814 · BNE (ES) XX1586563 (data) · BNF (FR) cb128756600 (data) · J9U (EN, HE) 987007257619305171 · NSK (HR) 000196561 · CONOR.SI (SL) 177142115 |